# FSO Syrena
Syrena je polský automobil poprvé představený v Poznani v roce 1955. 

## Historie
Vyráběl se od roku 1957 do roku 1972 v FSO a od 1972 do 1983 v FSM. Během celé výroby prošla Syrena jen malými změnami. Vyráběla se ve verzích 100, 101, 102, 103, 104, 105. Všechny verze jsou tříválcové dvoudobé dvoudveřové vozy s karoserií tudor. Dále byla vyráběna dodávka Syrena Bosto, Pick-up R-20 a verze Laminat. Celkem bylo vyrobeno 521 311 aut, z toho 177 234 v FSO a 344 077 v FSM.

## Syrena 104

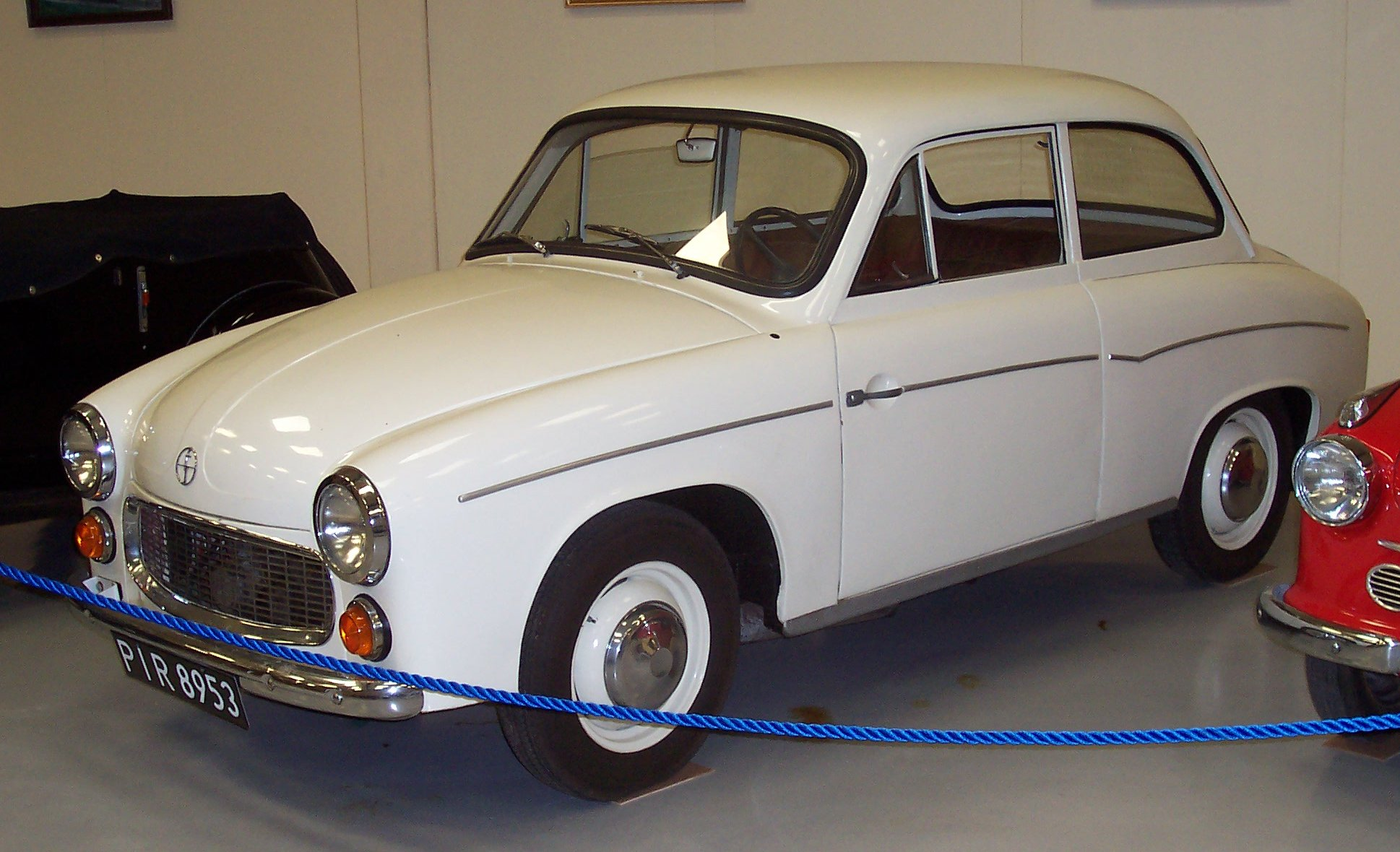
Syrena 104

Model 104 se začal vyrábět v roce 1966. Oproti předchůdci dostal nový dvoudobý tříválcový motor (S 31). V automobilce také vyrobili novou čtyřstupňovou převodovku. Díky těmto novým součástem se zlepšila dynamika automobilu se zachováním nízké spotřeby paliva. Údajně se dala spotřeba snížit ekonomickou jízdou až na 7 l/100 km. Tento model byl poslední Syrenou s otvíráním dveří proti směru jízdy.

### Technické údaje
- Objem motoru: 842 cm3
- Výkon motoru: 30 kW (40 k při 4 300 ot./min.
- Maximální rychlost: 120 km/h
- Spotřeba: cca 8,8 l/100 km
- Pohotovostní hmotnost: 850 kg
- Celková hmotnost: 1 280 kg
- Délka: 4 040 mm
- Šířka: 1 565 mm
- Výška: 1 512 mm
- Rozvor: 2 300 mm

## Syrena Bosto

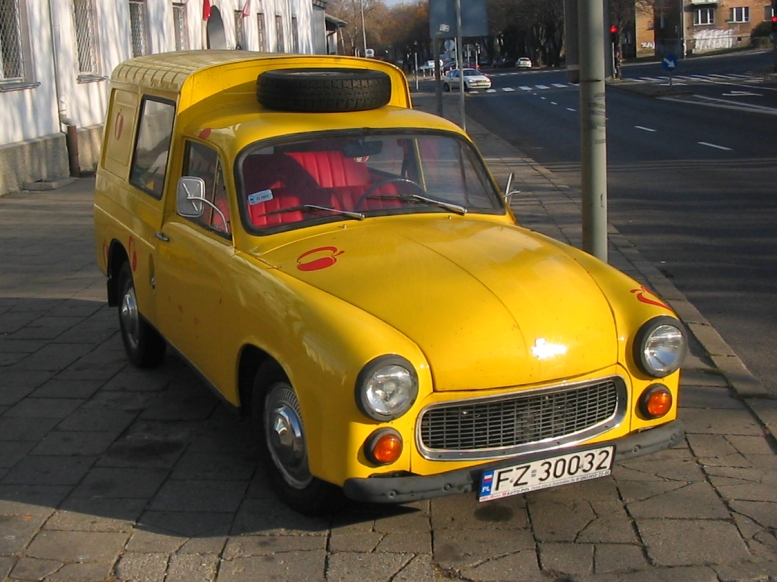
Syrena Bosto

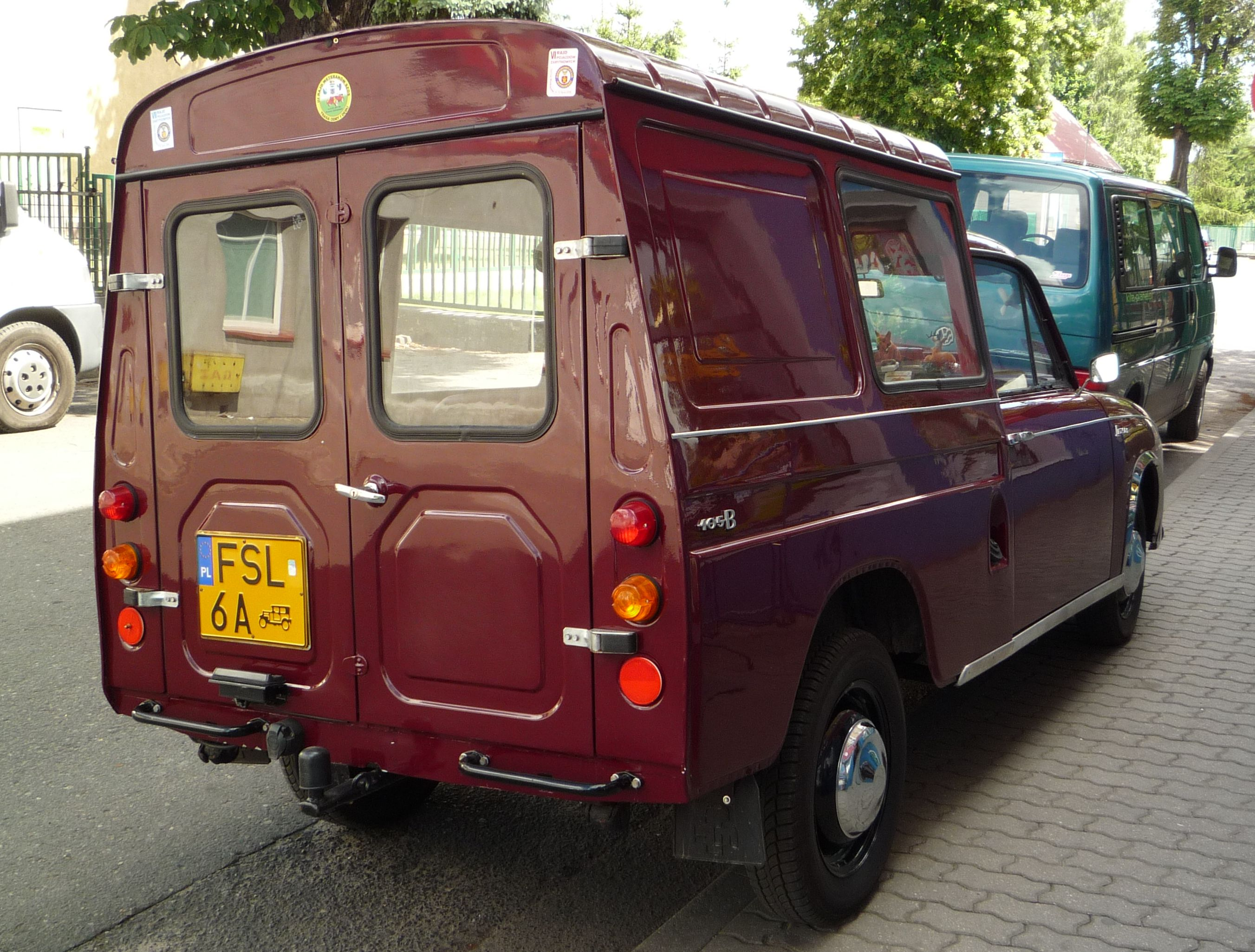
Zadní část Syreny Bosto

Model Bosto vycházel z prototypu 104 B, měl ovšem blíže k modelu 105. Výroba probíhala v letech 1974 až 1983. Přední část byla prakticky beze změn. Motor zůstal také stejný. Zadní část byla ovšem úplně jiná. Při její konstrukci se využily prvky z dodávky Žuk. Uvnitř bylo nedělené sedadlo, které se dalo vyjmout a zvětšit tak nákladní prostor. Vzadu byly dvoudílné prosklené dveře otevírané do stran. Zvláštností bylo umístění náhradního kola, a to na střeše kabiny řidiče.
První exempláře se dostaly do prodeje na konci roku 1974. S jeho registrací byly ze začátku problémy. Majiteli jednoho z prvních „Bostonů“ (jak se jim dnes říká) úřad řekl, že vůz může zaregistrovat jen jako dvoumístný, přestože měl míst pět. V záznamech dopravního podniku ještě tento model vůbec nebyl. Nakonec majitel dosáhl toho, že vůz může zaregistrovat jedním ze dvou způsobů: buď jako dvoumístný vůz s možností převážet 450 kg, nebo jako pětimístný, přičemž bude hmotnost převáženého nákladu nižší. Vše záleželo na typu pneumatik: 155-15 6PR nebo 160-15 4PR. Dalším překvapením pro majitele bylo, že vůz musí nechat projít technickou kontrolou, protože distributor zapomněl zajistit homologaci nového modelu. Nakonec zhruba po dvou měsících automobil získal homologaci a mohl být standardně zaregistrován.

### Technické údaje
- Maximální rychlost: 100 km/h
- Spotřeba: cca 10 l/100 km
- Pohotovostní hmotnost: 1 125 kg
- Celková hmotnost: 1 575 kg
- Délka: 4 035 mm
- Šířka: 1 530 mm
- Výška: 1 820 mm
- Rozvor: 2 500 mm

## Syrena R-20

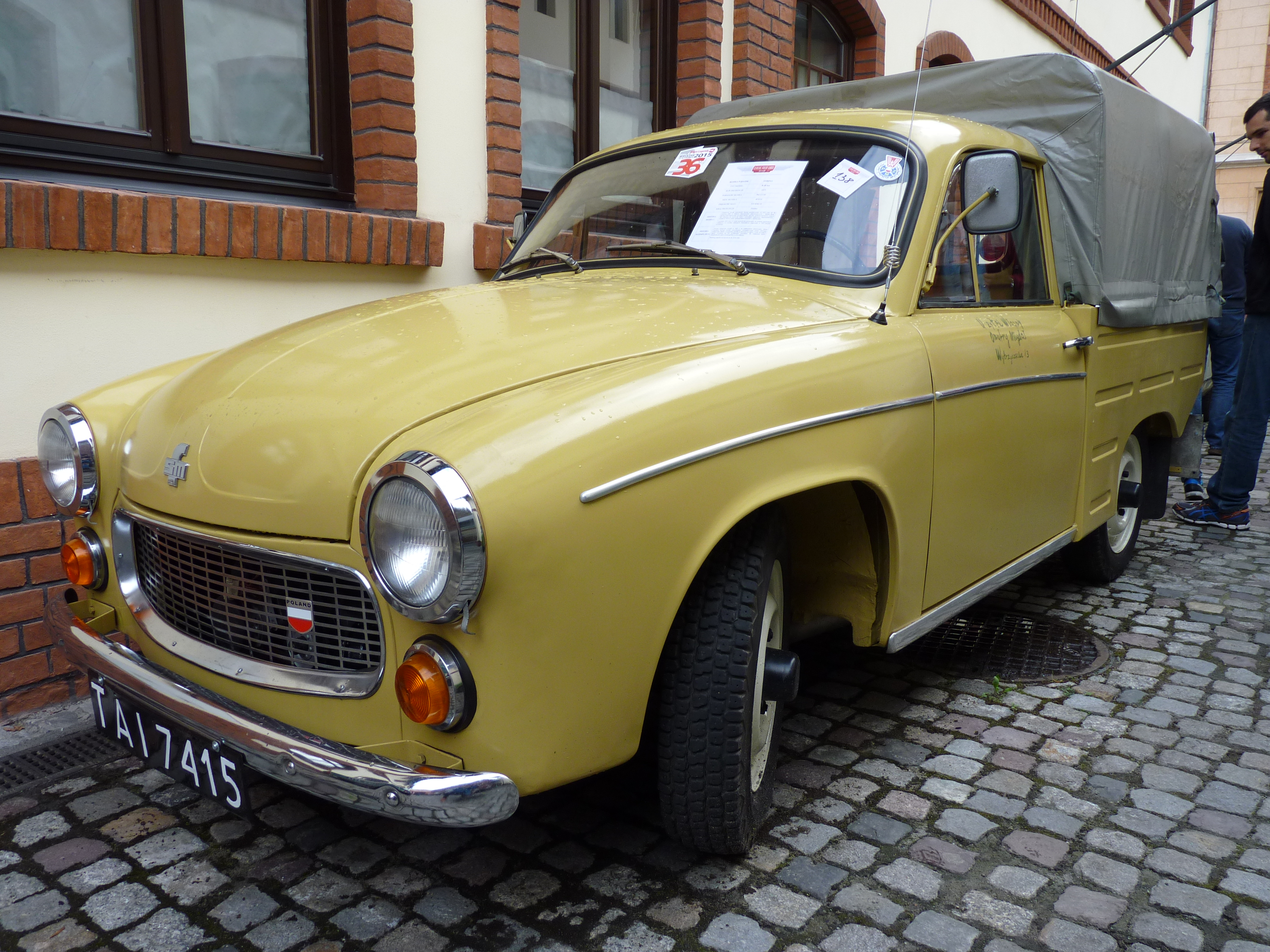
Pick-up Syrena R-20

Model Syrena R-20 byl užitkový automobil charakteru pick-up, odvozený od vozu Syrena 105. Pick-up se shodoval s modelem Syrena 105 až po B-sloupek. Výroba běžela v letech 1972 až 1983. Vůz byl přednostně určen pro zemědělce k dopravě osob a nevelkých nákladů na ložné ploše o velikosti 2 m2. Celková nosnost 400 kg společně s nemožností připojit přívěs umožňovala jen malou využitelnost vozu v zemědělství. Postupně vznikly verze se zvětšeným nákladním prostorem R-20M a se sníženou podlahou R-20F.

## Další modely
- Syrena 100
- Syrena 101
- Syrena 102
- Syrena 103
- Syrena 105

### Prototypy

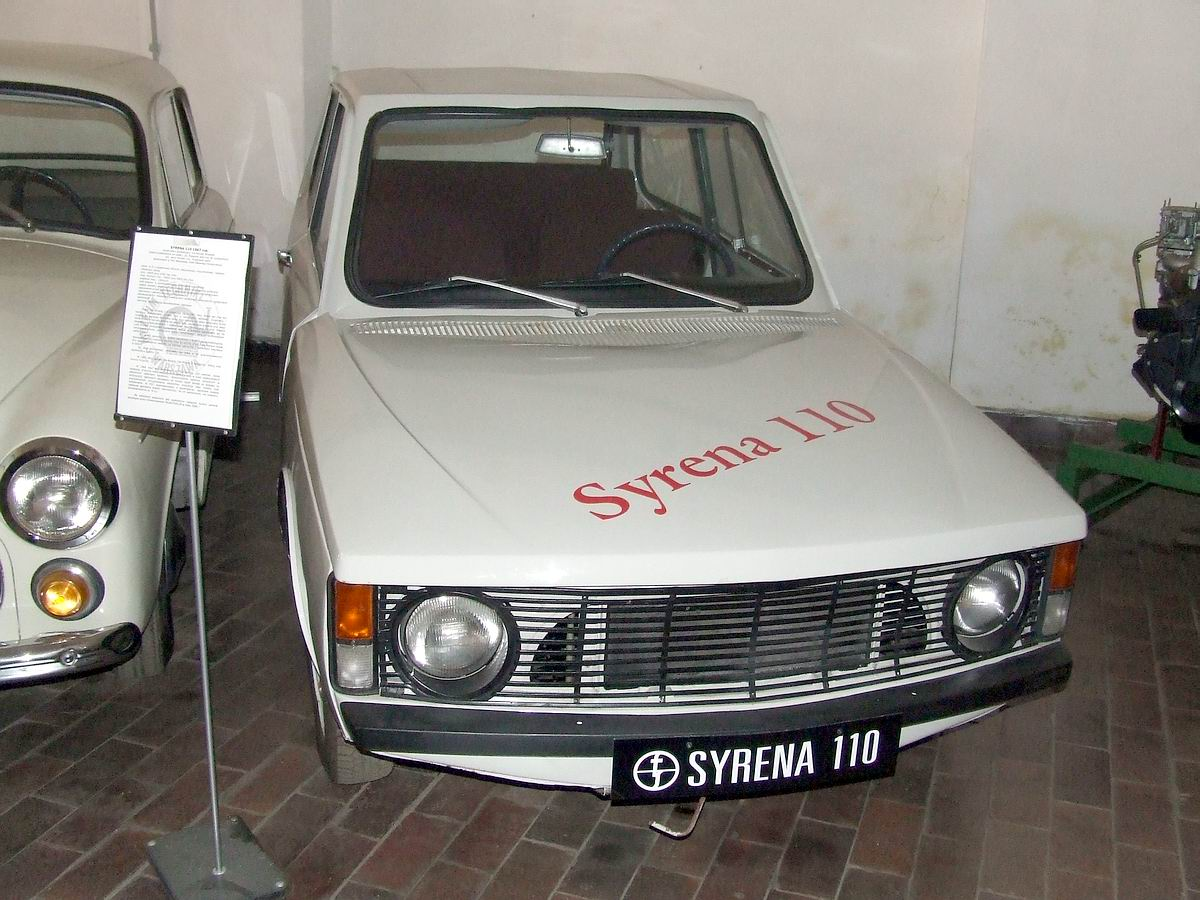
Syrena 110
- Syrena Laminat
- Syrena Sport
- Syrena Mikrobus
- R-1
- R-2
- R-3

## Galerie

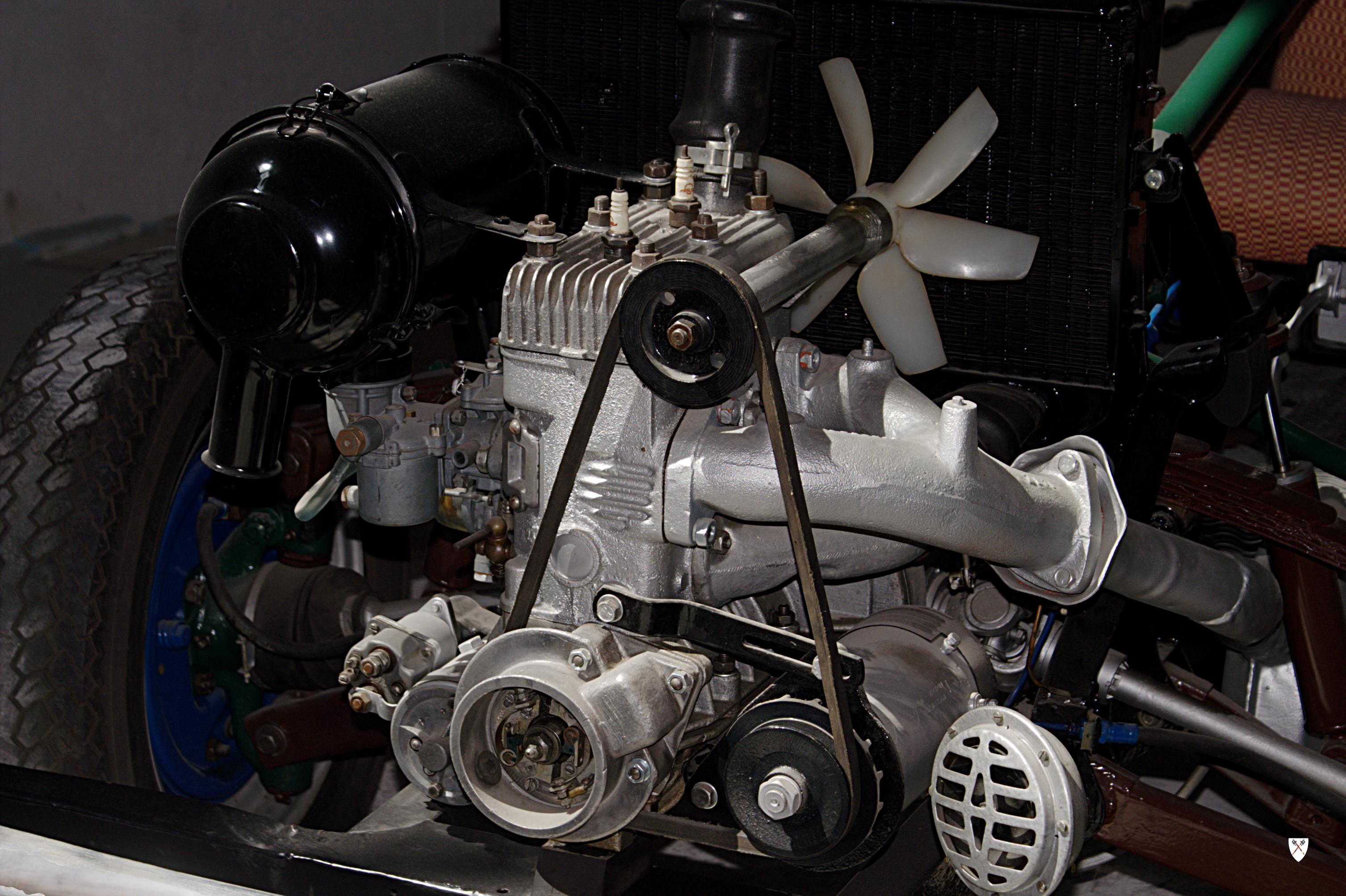
Motor S15
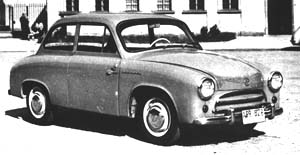
Syrena 101
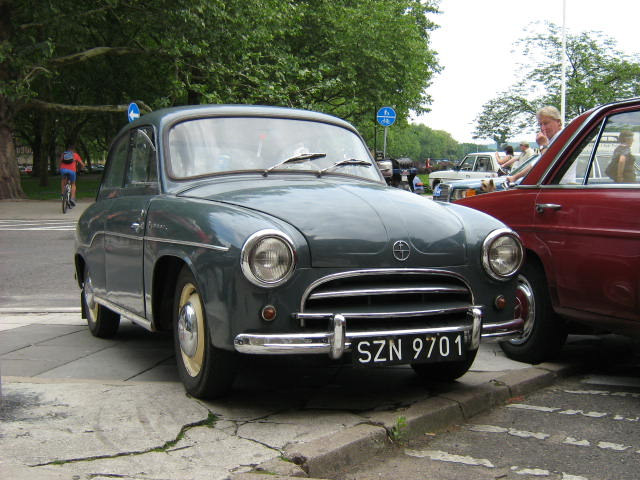
Syrena 102
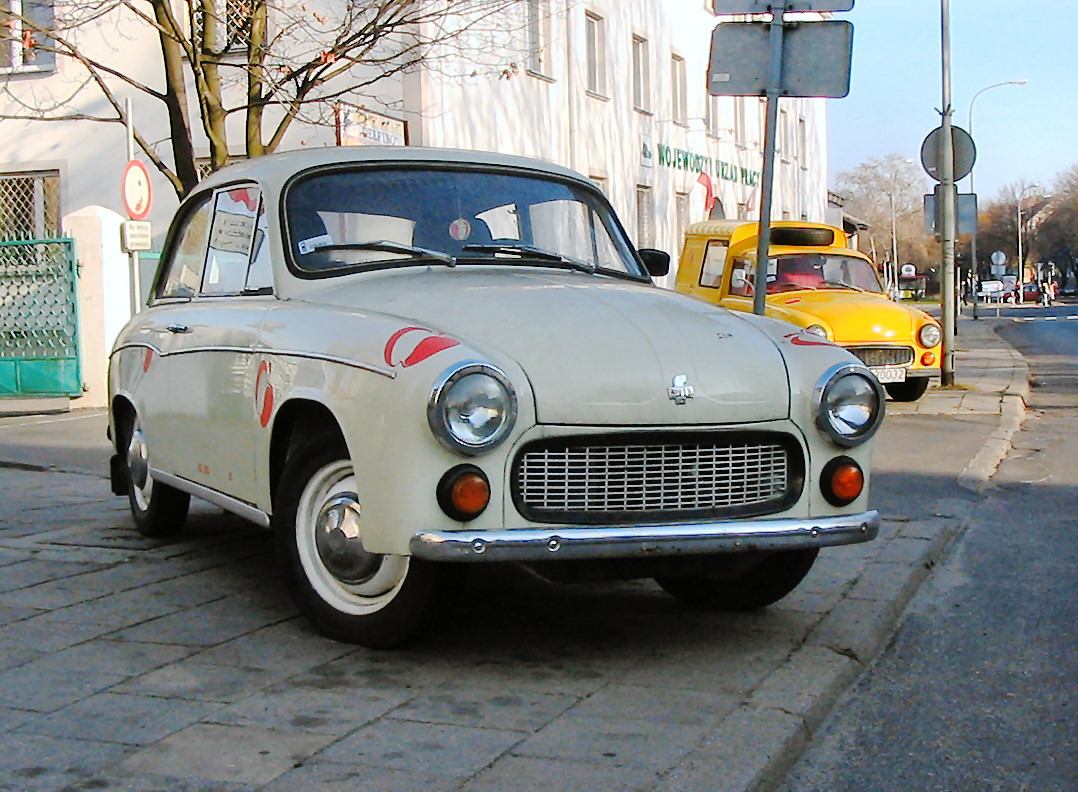
Syrena 105
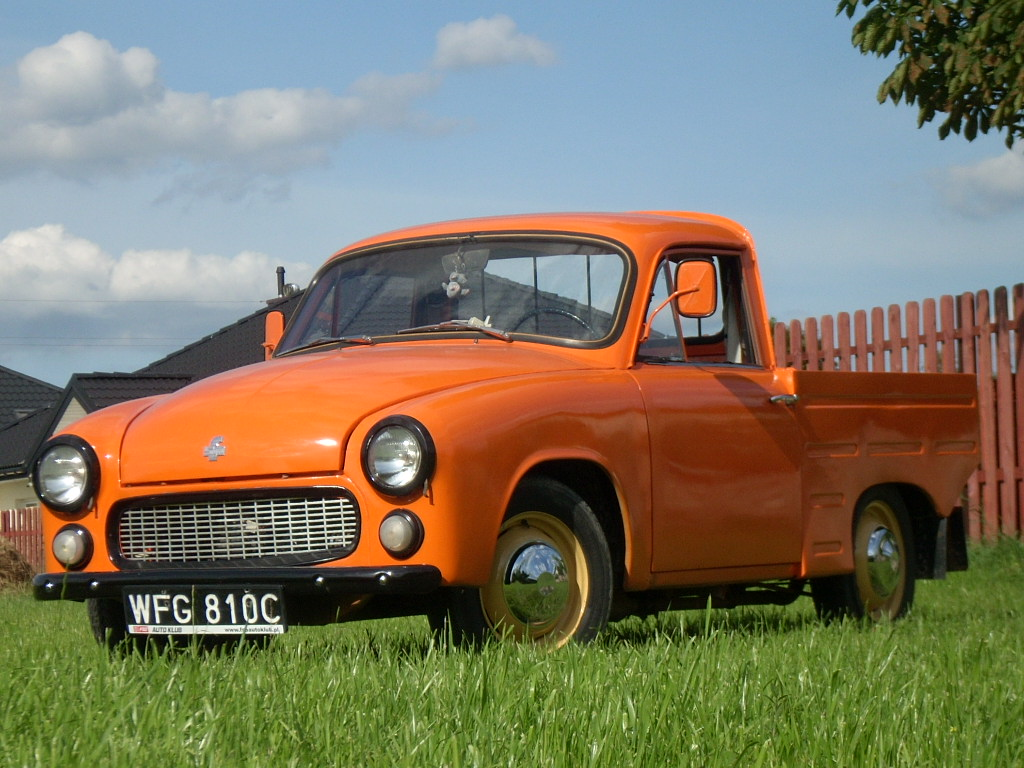
Syrena R20

### Prototypy
- Syrena 110